# Ultraísmo
El ultraísmo fue un movimiento literario iniciado en España en 1918, siguiendo el modelo creacionista de Vicente Huidobro, enfrentado al modernismo y al novecentismo, que habían dominado la poesía en lengua española desde fines del siglo xix. A la sombra de esos estímulos americanos, los ultraístas se reunieron en la tertulia del Café Colonial de Madrid, presidida por Rafael Cansinos Assens y animada por Guillermo de Torre, Juan Larrea, Pedro Garfias, Ernesto López-Parra, Pedro Iglesias Caballero, José María Quiroga Plá y los hermanos Rivas Panedas, en un círculo que se iría ampliando y que llegaría a atraer la atención del joven Jorge Luis Borges, pupilos como Rogelio Buendía, Isaac del Vando Villar, Eugenio Montes y Gerardo Diego, o de militante feministas como Lucía Sánchez Saornil.

## Origen y manifiestos

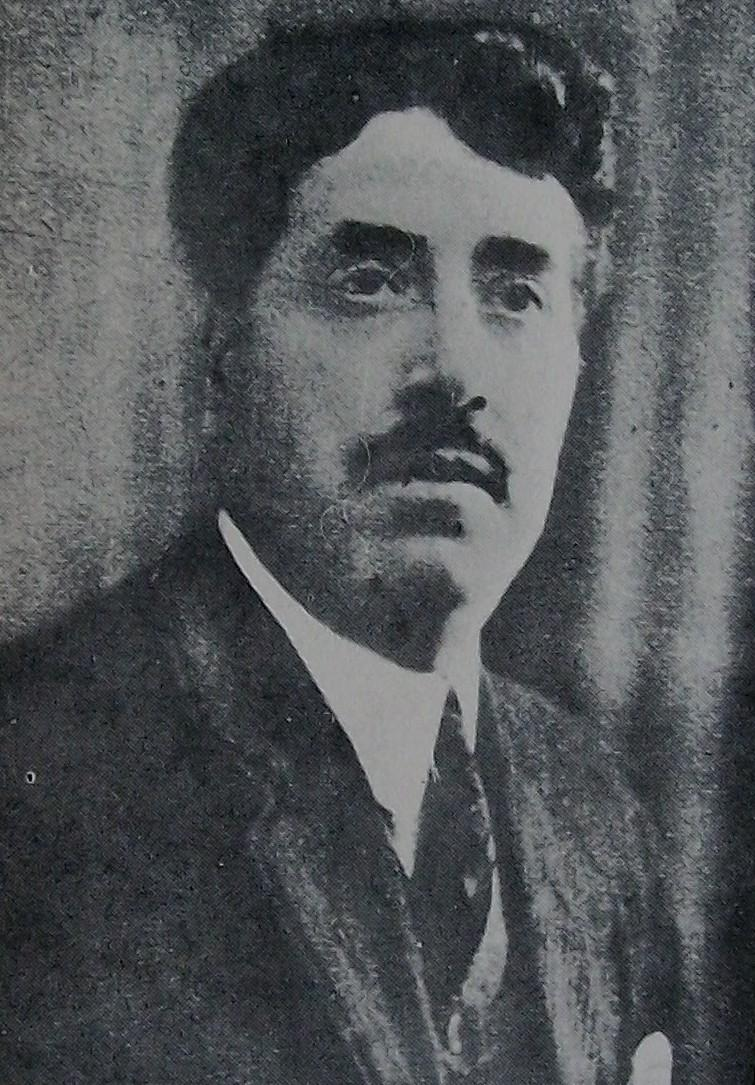
Cansinos Assens, organizador de la tertulia ultraísta madrileña

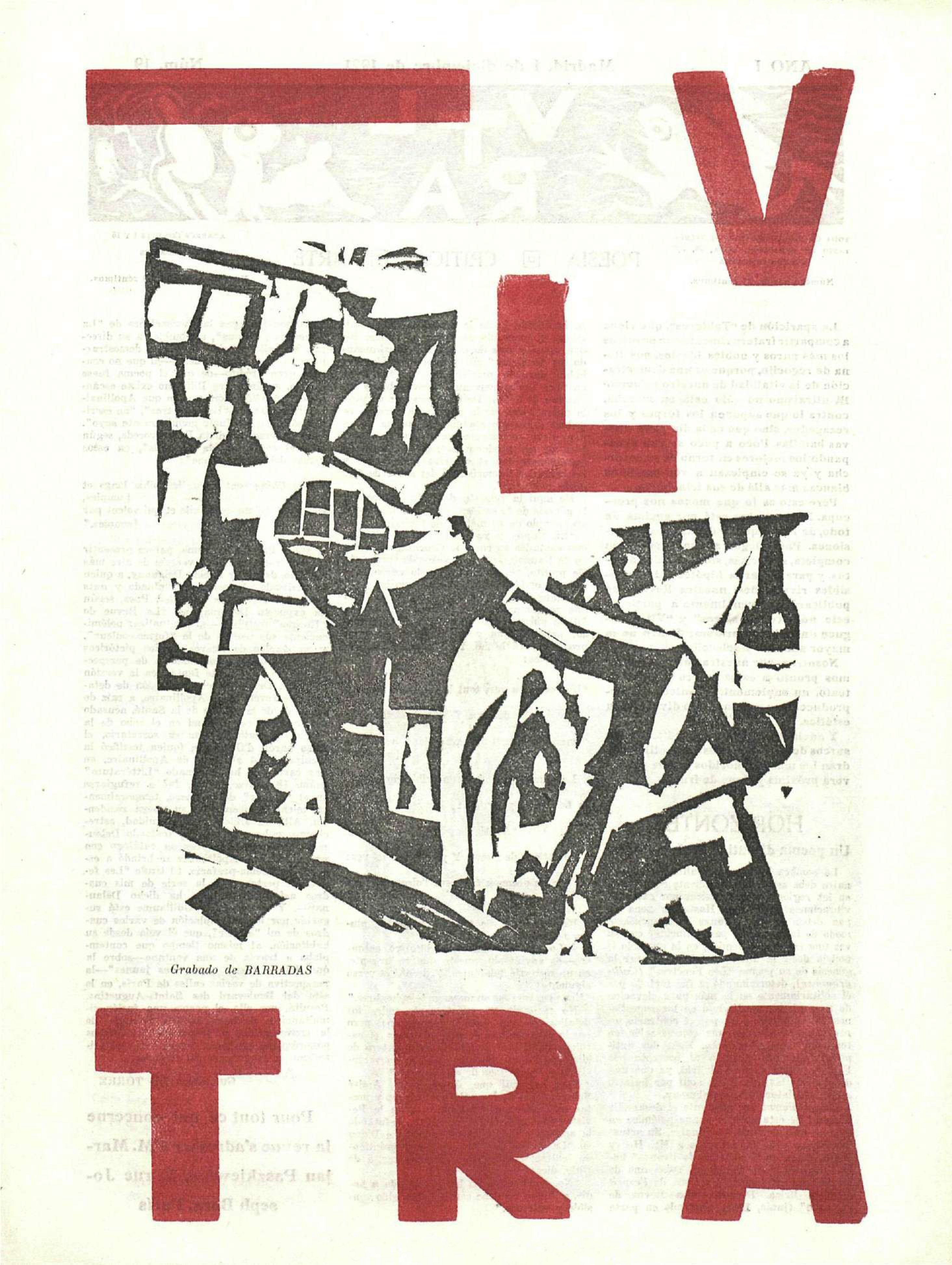
Portada de Rafael Barradas para la revista Vltra, 1 de diciembre de 1921

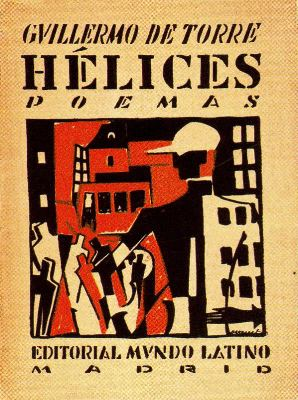
Portada de la revista Hélices por Rafael Barradas, 1923

El círculo inicial ultraísta reconocía el padrinazgo del chileno Vicente Huidobro y los franceses Mallarmé y Apollinaire. Y aunque no lo mencionan, hay que anotar su contemporaneidad con el movimiento «dadá» creado en Zúrich por Tristan Tzara. Max Aub sintetiza las tesis vanguardistas de los ultraístas en su «deseo de apartamiento de la masa, llevando a su natural fin lo iniciado por los “raros” de finales del siglo xix. La literatura era ‘de’ y ‘para’ iniciados». Tesis de alguna manera herederas del futurismo, aunque limitado a lo literario y sobre todo a lo poético. Durante más de una década su actividad e ideología creativa quedaron reflejadas en las revistas Cervantes (1919-1920), Grecia (Sevilla-Madrid), Vltra (1919-1920) en Oviedo y Vltra (1921-1922) en Madrid, Horizonte (Madrid, 1922-1923) y, con menos fuerza, en Alfar (La Coruña), Reflector (Madrid, 1920) o Ronsel (Lugo). También hay que citar a Cosmópolis (1919-1922), que, aunque no es ultraísta, publica los artículos críticos y ensayos sobre literatura de vanguardia de Cansinos Assens, Guillermo de Torre o Borges. Otras revistas de existencia efímera y que sirvieron de cierre para un ultraísmo que conocería su ocaso, ya entrada la década de los veinte, son Perseo (1919), Tableros (1921-1922) o Revista de Casa de América de Galicia (1921-1927).
A lo largo de su existencia, el movimiento dio a luz varios y variados manifiestos. El primero se publicó en el número de enero de 1919 de la revista Cervantes. Otros manifiestos ultraístas posteriores pero importantes fueron el redactado por Guillermo de Torre en Madrid, en noviembre de 1920, o el escrito por Borges y publicado en la revista Vltra, en Madrid, el 20 de mayo de 1921,
Se dio la circunstancia que entre dos de los países europeos más alejados de Europa, en un momento de eclosión de las vanguardias nacionalistas, como Polonia con el formismo, florecido entre 1917 y 1922, y España con el ultraísmo, se llegaron a intercambiar ideas y materiales.

## Borges yVltra
Un joven Jorge Luis Borges que se instaló con su hermana Norah Borges en el Madrid de 1919 se implicó pronto en el ambiente de las tertulias que gobernaban el ambiente cultural de la capital de España. Finalmente, sus preferencias cayeron del lado del culto hebraísta Cansinos Assens; fruto de ello y de su amistad con el ultraísta, pintor y aficionado al haiku Jacobo Sureda, fue el manifiesto suscrito por ambos junto con Juan Alomar y Fortunio Bonanova, publicado en 1920 en la revista Baleares. Opúsculo que sería precedente de las actividades ultraístas en Argentina reflejadas en Prisma (1921-1922) y Proa (1922-1923, priméra época). Periodo que el propio Borges sintetizó en su artículo publicado en 1921 en la revista Nosotros, de Buenos Aires, y que puede resumirse en el siguiente programa:
1. Uso de la metáfora.
2. Tachadura de las frases medianeras, los nexos y los adjetivos inútiles.
3. Abolición de los «trebejos ornamentales»,[b] el confesionalismo, la circunstanciación, las prédicas y la nebulosidad rebuscada.
4. Síntesis de dos o más imágenes en una, que ensancha de ese modo su facultad de sugerencia.
5. Imágenes y metáforas chocantes, ilógicas, donde destacan el mundo del cine, del deporte, del adelanto técnico: «Los motores suenan mejor que endecasílabos» (Guillermo de Torre).
6. Tendencia a establecer una disposición tipográfica nueva de las palabras del poema, pretendiendo de ese modo hacer ver una fusión de la plástica y la poesía.
7. Neologismos, tecnicismos y palabras esdrújulas.
8. Eliminación de la rima.
9. Canto a objetos del mundo moderno (el automóvil, la bombilla…).

## En las artes plásticas
La traducción estética y plástica del ultraísmo se volcó en las portadas e ilustraciones de las revistas que divulgaron el movimiento, con artistas como:
- Eva Aggerholm
- Rafael Barradas
- Norah Borges
- Daniel Vázquez Díaz[13]